# Eduardo Fernández Farías
Eduardo Douglas Fernández Farías, conocido como Lalo Fernández (1 de julio de 1950), es un político, funcionario y sindicalista uruguayo. Fue secretario General del Partido Socialista del Uruguay entre 2006 y 2016. 

## Biografía
Desde 1968 es funcionario de Banco de la República Oriental del Uruguay (BROU). fecha en que se afilia a la Asociación de Bancarios del Uruguay. Es afiliado al Partido Socialista del Uruguay desde 1972. Durante la dictadura militar es destituido en aplicación del acto institucional N° 7 en 1980. A pesar de ello milita por la reorganización del movimiento sindical, que se cristaliza en 1983 con la creación del Plenario Intersindical de Trabajadores (PIT) y es uno de los principales activistas que promovieran la realización del acto del 1 de mayo de ese año. En ese período es integrante de la dirección del Partido Socialista en la clandestinidad.
En 1983 integra la Comisión por el Reencuentro de los Uruguayos, junto a personalidades del mundo democrático uruguayo, que a la postre diera lugar al regreso al país de los exiliados políticos.
En 1985, reconquistada la democracia, es electo Presidente de la Asociación de Bancarios del Uruguay, y reelecto por siete veces consecutivas por el voto secreto y directo de los afiliados. También integró el Secretariado Ejecutivo del PIT - CNT.
En 1986 es designado representante de los trabajadores uruguayos a las Conferencias Anuales de la OIT. Ocupó ese cargo con esporádicas interrupciones. También estuvo presente en 1986, en la creación de la Coordinadora de Centrales Sindicales del Cono Sur (C.C.S.C.S), que se integra con las centrales de Brasil, Argentina, Paraguay, Chile, Bolivia y Uruguay. Hasta agosto de 2003 fue su Secretario General.
Participó en numerosos eventos internacionales de carácter sindical, invitado como Presidente de la Asociación de Bancarios del Uruguay o como Secretario de Relaciones Internacionales del Pit-Cnt.
Fue miembro del Comité Central del Partido Socialista del Uruguay, integró el departamento de relaciones internacionales y el comité ejecutivo nacional del PS. En agosto de 2006 es elegido Secretario General del Partido Socialista. Forma parte como panelista del programa Polémica en el Bar, en Canal 10. 